# Fluoroacetaldeide deidrogenasi
La fluoroacetaldeide deidrogenasi è un enzima appartenente alla classe delle ossidoreduttasi, che catalizza la seguente reazione:
fluoroacetaldeide + NAD+ + H2O ⇄ fluoroacetato + NADH + 2 H+
L'enzima di Streptomyces cattleya ha alta affinità per il fluoroacetato e per la glicolaldeide ma non per l'acetaldeide.